# 鳶山 (日本)
鳶山是位於日本富山縣中新川郡立山町附近飛驒山脈的一座山峰。鳶山標高2,616公尺，聳立於立山連峰之間。北接鷲岳、東北接立山、西北接五色原。東北偏北爲獅子岳和ザラ峠、南部爲越中沢岳和越中沢。 鳶山有黒部川和常願寺川兩條主要河流發源，靠近山頂的林木線生長的植物是偃松。

## 另見
- 立山連峰
- 五色原 (立山連峰)（日语：五色ヶ原 (立山連峰)）
- 中部山岳國立公園